# Pietro Boyl di Putifigari
Pietro Boyl di Putifigari (Cagliari, 12 febbraio 1804 – Cagliari, 13 dicembre 1864) è stato un politico italiano.

## Biografia
Fu Deputato del Regno di Sardegna in due legislature per il collegio di Iglesias.